# Verchneuslonskij rajon
Il Verchneuslonskij rajon (in russo Верхнеуслонский район?, in tataro: Югары́ Осла́н районы́) è un municipal'nyj rajon della Repubblica Autonoma del Tatarstan, in Russia. Istituito il 20 ottobre 1931, occupa una superficie di 1 373,9 chilometri quadrati, conta 17 495 abitanti ed è suddiviso in una città (Innopolis) e 19 comuni rurali. Il centro amministrativo è il villaggio di Verchnij Uslon. 
Il distretto si trova nella parte nord-orientale delle alture del Volga, sulla riva destra del Volga, alla sua confluenza con la Svijaga e la Sulica.